# Namaka

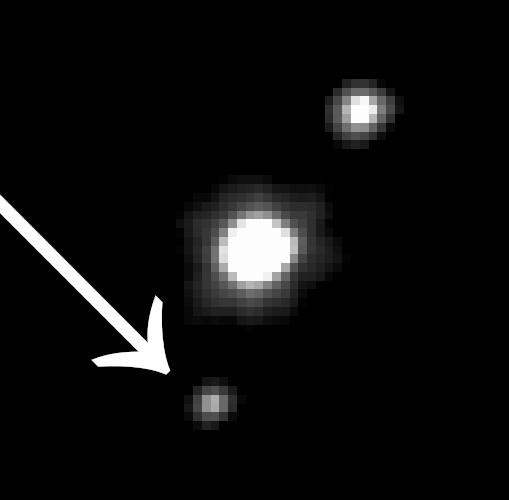
Haumea e suas luas Namaka (seta) e Hiʻiaka.

Namaka, ou Haumea II, é o menor satélite natural do planeta-anão Haumea (há duas luas em Haumea: Namaka e Hiʻiaka). Sua designação provisória foi S/2005 (2003 EL61) 2. Ele foi nomeado de Namaka, uma das filhas de Haumea, uma divindade havaiana.

## Descoberta
Namaka foi descoberto em 30 de junho de 2005 por Michael E. Brown, Chad Trujillo, David Rabinowitz e anunciado em 29 de novembro de 2005.

## Órbita
Estima-se que Namaka orbite a uma distância de 39.300 km de Haumea, porque só foi observada em quatro ocasiões separadas. Existem dados insuficientes para determinar corretamente a órbita. Assumindo que tem uma órbita circular, giraria em torno de Haumea em 34,7 dias, e estaria inclinado em 39 ± 6° relativamente ao plano da órbita da lua Hi'iaka.

## Brilho e tamanho
Namaka tem apenas 1,5% do brilho do planeta anão Haumea. Se se assumir um albedo similar, este satélite pode ter, aproximadamente, 170 km de diâmetro.
Namaka é grande suficientemente para perturbar a órbita e a gravidade da outra lua de Haumea (Hi'iaka) tornando circular a sua órbita .

## Outras características físicas
O satélite natural Namaka tem um diâmetro estimado de 170 quilômetros, e sua massa é de, aproximadamente, 0,2% da massa de Haumea. Sua temperatura pode variar de 32±3 K (-241 ± 3 °C). Sua magnitude aparente é 21.9, enquanto a de Haumea é de 17,3.